# Keikoppenbier
Keikoppenbier is een blond bier met een alcoholpercentage van 6,1% dat wordt gebrouwen in Brouwerij De Plukker, te Poperinge in de Belgische provincie West-Vlaanderen.
Het bier wordt gebrouwen met drie soorten Poperingse hop (Admiral, Cascade, Golding) van biologische oorsprong. In de brouwerij wordt enkel Poperingse hop gebruikt, geteeld op het biologische hopbedrijf van medeoprichter Joris Cambie.
Het is een bier van bovengisting met nagisting op fles.
Keikop is de bijnaam voor een inwoner van Poperinge. Deze bijnaam vindt zijn oorsprong in de middeleeuwen en verwijst naar zijn koppigheid. De oorspronkelijke naam van het bier was Keikop maar omdat deze merknaam al geregistreerd was, werd deze begin 2012 gewijzigd naar de huidige naam.